# Dan Hampton
Daniel Oliver Hampton (Oklahoma City, 19 settembre 1957) è un ex giocatore di football americano statunitense che ha giocato nel ruolo di defensive tackle per tutta la carriera nei Chicago Bears della National Football League (NFL). È stato inserito nella Pro Football Hall of Fame nel 2002.

## Carriera professionistica
Hampton fu scelto dai Bears nel primo giro del Draft NFL 1979. Nella sua prima stagione fu inserito nella formazione ideale dei rookie dalla Pro Football Writers Association. L'anno successivo fu inserito nel Second-team All-Pro e convocato per il suo primo Pro Bowl dopo aver fatto registrare 11½ sack. Il suo feroce stile di gioco gli fece guadagnare il soprannome di "Danimal".
Dan fu convocato per quattro Pro Bowl e fu uno dei difensori chiave dei Bears nella vittoria del Super Bowl XX contro i New England Patriots nel 1985. Hampton fu un uomo della linea difensiva versatile, venendo premiato come All-Pro sia come defensive end che come defensive tackle. Proprio questa versatilità gli costò tuttavia diversi premi di fine stagione come ad esempio nel 1986 quando fu selezionato solo come riserva nel Pro Bowl sia nel ruolo di defensive end che in quel di defensive tackle.
Durante la sua permanenza a Chicago (1979–90), i Bears si classificarono al primo posto nella NFL per minor numero di yard su corsa concesse, minor numero di touchdown su corsa concessi, minor numero di yard totali concesse, minor numero di punti e maggior numero di sack messi a segno.

## Palmarès
- Super Bowl : 1 Vincitore del Super Bowl XX
- (4) Pro Bowl (1980, 1982, 1984, 1985)
- (4) First-team All-Pro (1982, 1984, 1986, 1988)
- (2) Second-team All-Pro (1980, 1985)
- PFWA All-Rookie Team - 1979
- Formazione ideale della NFL degli anni 1980
- Pro Football Hall of Fame (classe del 2002)